# Integració per sèries
En càlcul de primitives la integració per sèries és un mètode emprat per trobar un desenvolupament en sèrie de la funció primitiva d'una funció donada. De vegades el mètode és interessant encara que la funció primitiva es pugui calcular emprant les tècniques habituals perquè permet obtenir identitats matemàtiques interessants.
En el cas d'integrals no elementals la integració per sèries, si és factible, permet obtenir una definició de la funció primitiva i una forma de calcular-la.

## Definició
Si la funció {\displaystyle f(x)} és desenvolupable en sèrie:
{\displaystyle f(x)=\sum \limits _{i=0}^{i=\infty }{C_{i}x^{i}}}
I la sèrie és uniformement convergent, llavors la funció {\displaystyle F(x)} primitiva de {\displaystyle f(x)} és desenvolupable en sèrie i el seu desenvolupament en sèrie és:
{\displaystyle F(x)=\int {f(x)=}\int {\sum \limits _{i=0}^{i=\infty }{C_{i}x^{i}}}=\sum \limits _{i=0}^{i=\infty }{\int {C_{i}x^{i}}=}\left(\sum \limits _{i=0}^{i=\infty }{{\frac {C_{i}}{i+1}}x^{i+1}}\right)+C}
On {\displaystyle C} és una constant d'integració.

## Aplicació al càlcul d'integrals no elementals
Una integral no elemental és una integral per a la qual es pot demostrar que no existeix cap fórmula en termes de funcions elementals (és a dir polinomis, funcions trigonomètriques, exponencials, logarítmiques i productes i composicions d'aquestes funcions).
Tal és el cas de les quatre integrals estudiades per Joseph Liouville: la integral logaritme li(z), la integral sinus si(x), la integrals cosinus ci(x), i la funció error.

### Funció integral logaritme
{\displaystyle li\left(z\right)=\int {{\frac {dz}{\log \left(z\right)}}=\int {\frac {e^{x}}{x}}}dx=\log x+x+{\frac {x^{2}}{2!2}}+{\frac {x^{3}}{3!3}}+{\frac {x^{4}}{4!4}}+\ldots }

### Funció integral sinus
{\displaystyle si(x)=\int {\frac {\sin(x)}{x}}dx=x-{\frac {x^{3}}{3!3}}+{\frac {x^{5}}{5!5}}-{\frac {x^{7}}{7!7}}+\ldots }

### Funció integral cosinus
{\displaystyle ci(x)=\int {\frac {\cos(x)}{x}}dx=\log x-{\frac {x^{2}}{2!2}}+{\frac {x^{4}}{4!4}}-{\frac {x^{6}}{6!6}}+\ldots }

### Funció error
La funció error tret d'un factor constant.
{\displaystyle \int {e^{-x^{2}}}dx=x-{\frac {x^{3}}{1!3}}+{\frac {x^{5}}{2!5}}-{\frac {x^{7}}{3!7}}+\ldots }